# カポック
カポック（学名: Ceiba pentandra、インドネシア語: kapuk、英語: kapok）は、アオイ科（クロンキスト体系や新エングラー体系ではパンヤ科）セイバ属の落葉高木。パンヤ (panha) とも。標準和名はパンヤノキ、別名インドキワタ。カポックもパンヤも、本来は繊維のことである。
同科の別種キワタ Bombax ceiba としばしば混同され、インドワタノキと呼ばれたり、攀枝花がパンヤと訳されたりするが、これらは本来はキワタのことである。熟した果実がついた木を遠くから見ると、数千個の綿玉で飾られたように見えることから、英語では Silk-cotton tree（シルクコットン・ツリー）という別名の由来となっている。
アメリカ・アフリカ原産（キワタはアジア原産）。アメリカや東南アジアなどで栽培されている。
「カポック（シェフレラ）」という表記て販売される事のある観葉植物はウコギ科のヤドリフカノキであり、全く別の植物である。

## 形態・生態
原産地はアメリカ大陸の熱帯地域（グアテマラやプエルトリコなど）であるが、シエラレオネなどの西アフリカ地域にも分布している。原産地から西アフリカへは種子が海流にのって運ばれたと考えられていて、花粉の研究から、1万3000年以上前から西アフリカで生育していたことがわかっている。
アフリカ大陸では最も樹高が高い木で、その高さは20階建てビルに相当する。大きな樹冠をつくり、葉を密生する。若木の幹は鮮緑色で、触るとスベスベするほど滑らかである。枝は幹から水平方向に張りだして層をなし、幹や大枝の表面には円錐形の大きなトゲがある。生長すると木の下の方から枝を落として、樹皮は灰色となって、太い幹の基部にはうねるような板根ができる。たいてい大枝には着生植物が生え、そこに多種多様な昆虫や鳥、カエルなどが棲んでいる。乾燥が長く続く乾期には、カポックは葉を落とす。
花は毎年咲くわけではないが、その代わり開花する年には、できるだけ多くの種子を残せるようにしている。葉がない乾期に花を咲かせ、果実を実らせる。花色は淡黄色で、つやがあり、古くなった牛乳のような独特の匂いを放ち、夜間にコウモリを引きつけて花粉を運ばせる。開花時は毎晩10リットル以上の花蜜を分泌し、コウモリはこれを目当てに木々の間を飛んできて、花粉をまき散らす。果実は緑色のボート形をした緑色の莢がつき、1本の木に何百個もぶら下がる。莢が熟してくると革質になり、これが弾けて、種子を包む繊維が露出する。1個の莢には1000個以上の種子が入っている。

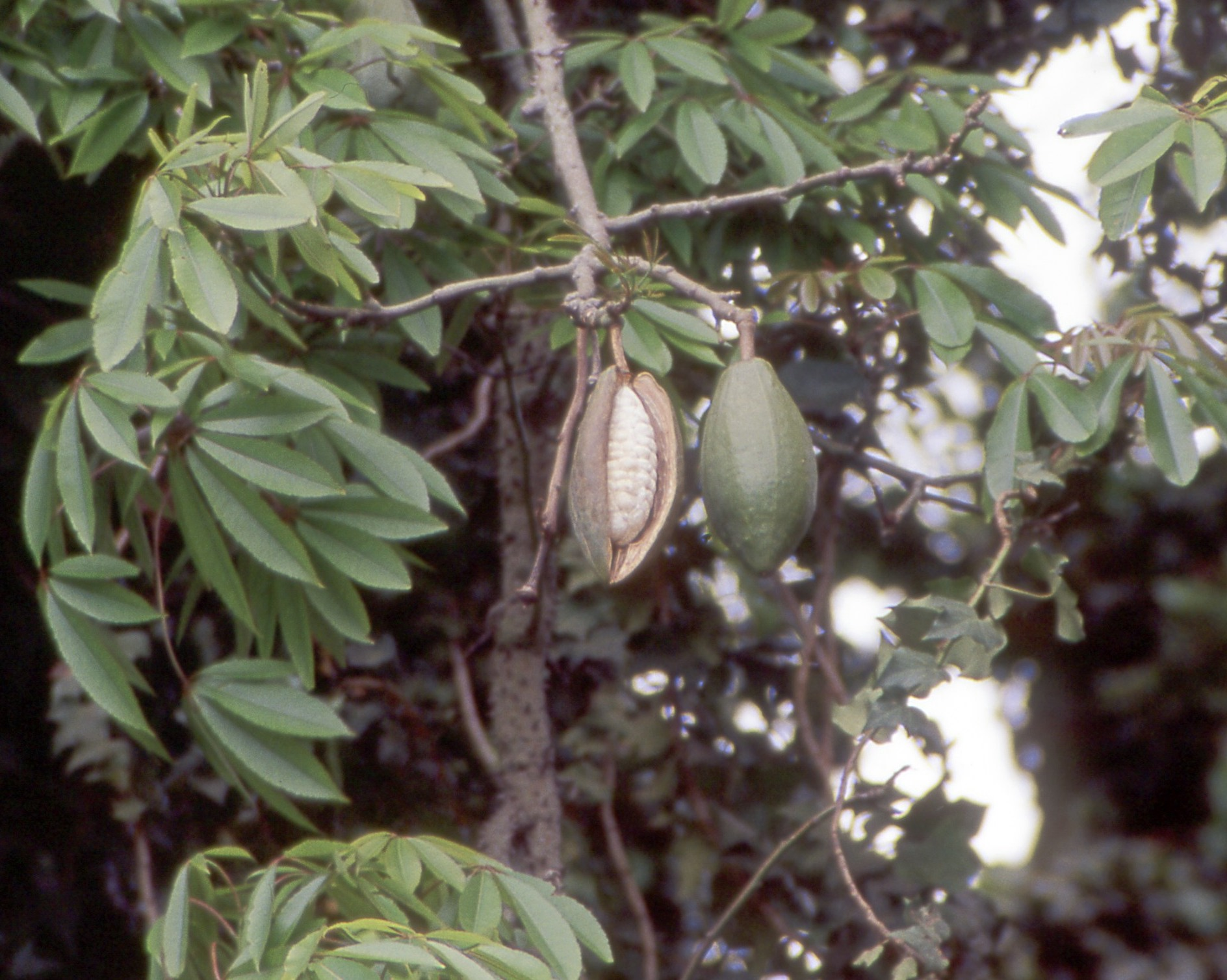
実が成るカポック
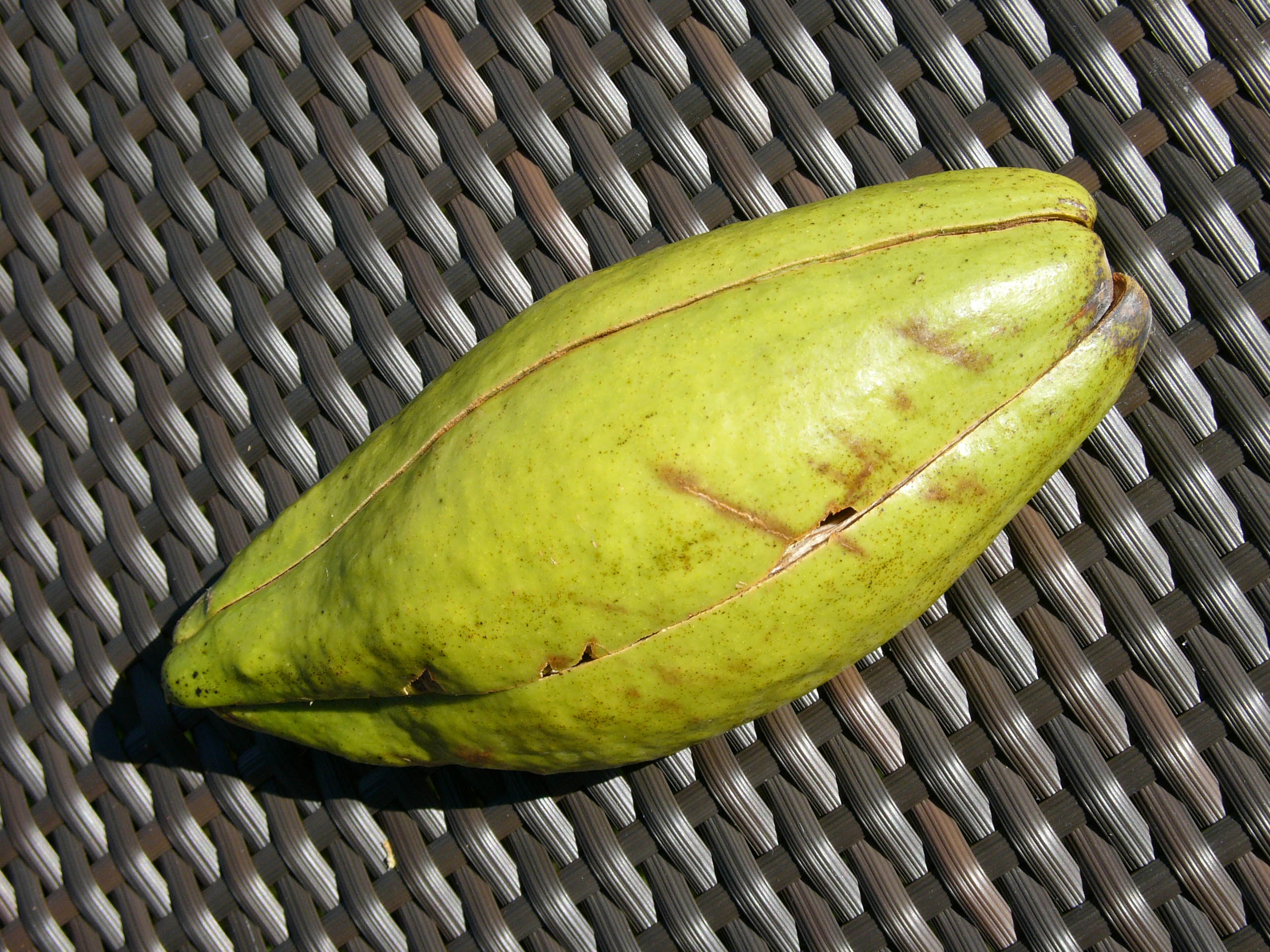
実

## カポック繊維
カポックの実から採れる繊維は、糸に加工するには不向きで、燃えやすいという難点がある一方で、表面に蝋の層があるため撥水性に優れ軽量である。枕などの詰め物やソフトボールの芯として使われている他、第二次世界大戦後まで救命胴衣や救難用の浮き輪の詰め物にも利用されていた。今でも、競艇業界や海上自衛隊では救命胴衣のことをカポックと呼んでいる。
この繊維は油との親和性が非常に高く、40倍の重さの油を吸収できるため、漏油事故などの油吸収材として使用されるようになった。また、農薬・化学肥料を使わず、また、樹木を切り倒す必要の無いなどのことから、地球に優しいエコロジー素材としても関心が高まっている。
果実の種子を保護するため繊維はカビが生えにくく、昆虫やネズミ類が嫌う味がするため、枕やクッション、マットレスの中綿や、ぬいぐるみの詰め物にも使われている。
種子からは油が採れる。

## 文化

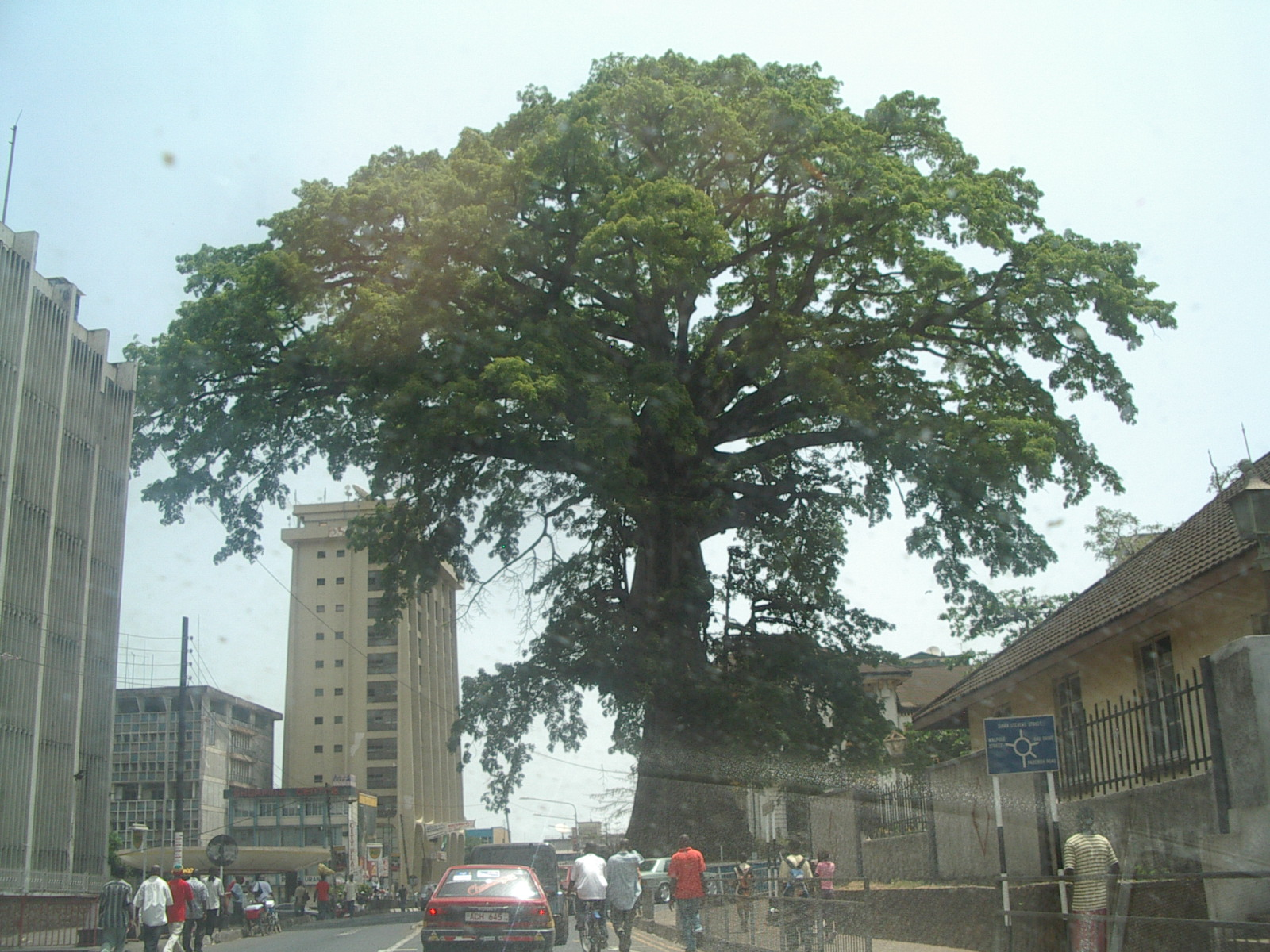
フリータウンの「コットン・ツリー」

西アフリカのシエラレオネの首都フリータウンの最も有名なカポックの巨木は、コットン・ツリー（Cotton Tree）と呼ばれている。この木は象徴としても重要で、イギリスからの解放奴隷が1792年にアフリカに帰還したときに、コットン・ツリーの下に集まって感謝の祈りを捧げたと伝えられている。
カポックは精霊が棲む木として西アフリカ全域で崇められていて、シエラレオネの人々は、現在もカポックの木の下に集まって祖先へお供えし、平和と繁栄の祈りを捧げている。